# Рёбра Евы
«Рёбра Евы» — феминистский разносторонний социально-художественный проект, посвященный борьбе с гендерной дискриминацией и насилием в отношении женщин, включающий в себя ряд направлений публичной работы, в том числе антивоенный акционизм. Создан в 2015 году уроженками Санкт-Петербурга: режиссёром и акционистом Ледой Гариной и актрисой и театральным продюсером Анастасией Тризной, постоянно проживающей в Хельсинки.
Изначально создавался как центр обучения для региональных и феминистских групп визуальным практикам — перфомансу, документальному театру, видео-арту. С 2015 года проводил образовательные выездные фем-школы в Ленинградской области.
«Рёбра Евы» с 2015 года проводили одноимённый ежегодный фестиваль документального театра, кино и перформанса в Санкт-Петербурге. Всего состоялось пять фестивалей. В 2019 году фестиваль стал объектом повышенного внимания полицейских из-за жалобы «гееборца» Тимура Булатова, в присутствии полиции состоялся показ записи спектакля «Розовые и голубые» Юлии Цветковой. В 2020 году фестиваль не проводился из-за пандемии COVID-19. В 2021 году фестиваль «Рёбра Евы» проходил параллельно в Санкт-Петербурге и Москве, на сценах московского Центра имени Всеволода Мейерхольда, петербургского театра «Лицедеи» и других площадках. В 2022 и 2023 году фестиваль не проводился из-за эмиграции организаторов после вторжения России на Украину. Участницами фестивалей были редактор журнала DOXA Наташа Тышкевич, ставшая в 2021 году фигуранткой дела DOXA, и поэтесса Оксана Васякина.
В 2016 году создали юмористический портал sexism.online («Феминизм для чайников»), посвящённый темам сексизма. В 2016 году сценарист Леда Гарина и художница Юлия Курди выпустили короткометражную анимационную работу «Сквозь асфальт» по мотивам опубликованного в 1971 году эссе американского историка искусств, профессора Линды Нохлин «Почему не было великих художниц?», посвященному дискриминации женщин в искусстве.

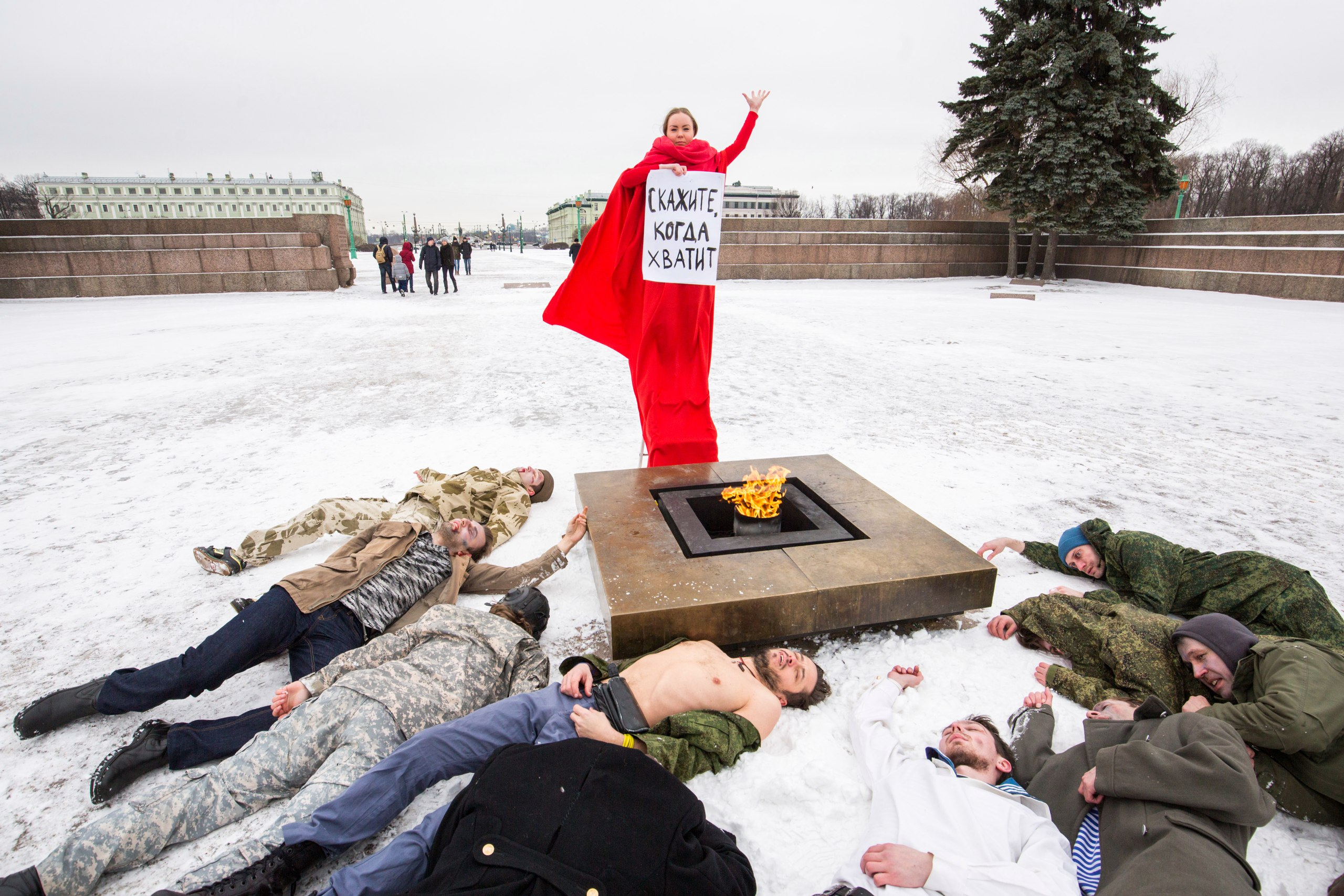
«Родина-мать» в День защитника Отечества у Вечного огня на Марсовом поле в Санкт-Петербурге в 2017 году

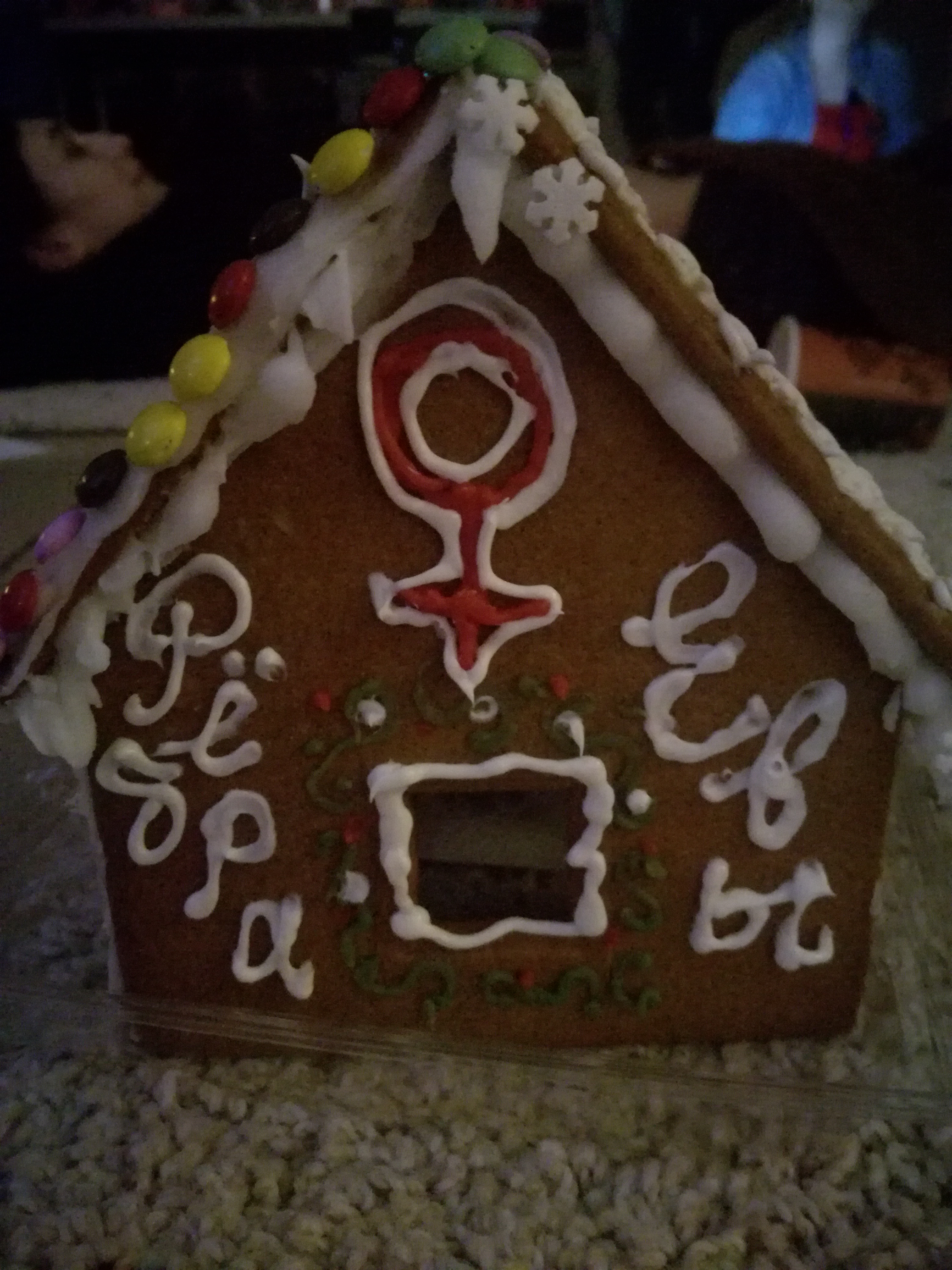
Пряничный домик на феминистский новый год в Рёбрах Евы

На протяжении всего существования стали авторами десятков уличных акций, посвящённых проблемам гендерного насилия и антивоенной повестке, таких как акция против декриминализации побоев у Московского вокзала в Санкт-Петербурге в январе 2017 года, «Родина-мать» у Вечного огня на Марсовом поле в Санкт-Петербурге в День защитника Отечества в 2017 году, крестный ход по реке Нева против абортов с лозунгом «Православно-вагинальный контроль» 1 октября 2017 года, «Рожай мясо» у стен военкомата Ленинградской области в День защитника Отечества в 2019 году, троеборье «Гонки героев» в День защитника Отечества в 2020 году и многих других. В 2017 году проведена акция «Захват Кремля» в Кремле в Международный женский день. Известность получили фотографии с баннером «200 лет мужчины у власти — Долой!» на кремлевской стене и баннером «Феминизм — национальная идея» на одной из башен Кремля, созданные в графическом редакторе. Неоднократно задерживались и становились объектами преследования со стороны правоохранительных органов.
В августе 2017 года организаторов задержала полиция при попытке провести феминистский лагерь на берегу Чёрного моря в Краснодарском крае. Осенью 2017 года «Би-би-си» сняла фильм, посвящённый проблемам российского феминизма, в том числе задержанию «Рёбер Евы» на Кубани.
В 2017 году «Рёбра Евы» открыли независимое пространство в Фонарном переулке в Санкт-Петербурге, где проводили мероприятия для женщин, включающие чаепитие, группу поддержки в трудной ситуации, книжный клуб, английский разговорный клуб, йогу, лекции, мастер-классы, кинопоказы и выставки. Ежегодно проводилось до 300 бесплатных мероприятий.
В 2018 году запустили первую в России электронную библиотеку феминистских сказок на платформе «Сказки для девочек». В 2019 году два тома «Сказок для девочек» изданы совместно с книжным магазином «Все свободны».
В феврале 2019 года открыли фем-кафе «Симона» в доме 3 в Фонарном переулке в Санкт-Петербурге. Кафе работало как коворкинг для девушек. Вход мужчинам был запрещён, однако в кафе пытался прорваться скандально известный депутат Госдумы Виталий Милонов, его посетили журналист Алексей Нимандов (под видом трансгендерного человека) и активисты кремлёвского движения «Сеть».
28 декабря 2020 года одна из координаторов проекта и редактор «Сказок для девочек», антивоенная художница и соавтор канала «Феминистки поясняют» Дарья Апахончич была признана иностранным агентом.
11 апреля 2022 года арестована сотрудница «Рёбер Евы», музыкант и художница Саша Скочиленко. 16 ноября 2023 года Василеостровский районный суд города Санкт-Петербурга приговорил Скочиленко к семи годам колонии общего режима за фейки о действиях ВС РФ.
7 мая 2022 года у Юлии Карпухиной прошёл обыск по обвинению в телефонном терроризме.
После начала вторжения на Украину 24 февраля 2022 года организаторы покинули страну под угрозой политического преследования и продолжают работу за рубежом.